# 黄陂北路
黄陂北路是中国上海市黄浦区西部的一条街道，南北走向，南起延安东路，北至南京西路。长691米，宽15.3米到27.7米。
黄陂北路原名马霍路（Mohawk Road），原是上海跑马厅西侧的一条小河，1887年，由上海公共租界工部局越界填浜筑路。1899年划入界内。1943年汪精卫政府接收租界时改名黄陂路。1946年改名黄陂北路。湖北省黄陂县是民国总统黎元洪的故乡。许多城市有黄陂路，均是为了纪念黎总统。
黄陂北路东侧为人民广场及国际电信大楼。北端南京西路口即原跑马总会，今上海美术馆。另外歷史上黄陂北路沿途有犹太人公墓。

## 交会道路（南向北）
- 延安东路
- 大沽路
- 武胜路
- 人民大道
- 威海路
- 江阴路
- 南京西路